# Ћ
Ћ (minuskule ћ) je písmeno cyrilice. Vyskytuje se v srbské a černohorské azbuce. V makedonské azbuce je na jeho pozici písmeno Ќ. Do latinky je písmeno Ћ přepisováno jako Ć (ć).
Ћ se vyskytuje také v jedné z azbuk pro zápis tatštiny a juhurštiny, v azbuce používané v Ázerbájdžánu. V některých dialektech tatštiny a juhurštiny ovšem vypadá majuskule jako zvětšená minuskule nebo jako Һ s přeškrtnutím, nikoliv jako Ћ v srbštině.